# José Manuel de Goyeneche y Gamio
Pour les autres membres de la famille, voir Goyeneche.
José Manuel de Goyeneche y Gamio (né le 28 mai 1831 à Arequipa, Pérou - mort le 8 février 1893 à Madrid, Espagne), comte de Guaqui, duc de Villahermosa, Grand d'Espagne était un homme politique espagnol du XIXe siècle.

## Biographie
José Manuel de Goyeneche est né à Arequipa, dans l'ancienne vice-royauté du Pérou et baptisé dans la cathédrale péruvienne par son oncle José Sebastián de Goyeneche, évêque d'Arequipa, archevêque de Lima et primat du Pérou.
Il passe son enfance dans sa ville natale et à la fin de ses études primaires, il est envoyé, ainsi que son frère Juan Mariano, par ses parents, afin de les poursuivre dans la péninsule.
Le comte de Guaqui a été sénateur du royaume par droit propre en 1887, formant dans les rangs conservateurs où il se distingue beaucoup par la conviction et l'enthousiasme avec lesquelles il défend à de nombreuses reprises les causes catholiques. Il fut également conseiller du conseil de l'agriculture, de l'industrie et du commerce.
En 1858 il est nommé gentilhomme de chambre avec exercice.
Il fonde l’Association des artisans pauvres et est cofondateur du quotidien catholique « El Universo » (L'Univers).
Il est chevalier profès de l'ordre militaire de Santiago, Chevalier d'honneur et dévotion de l'ordre souverain de Malte, Chevalier de la Real Maestranza de la cavalerie de Saragosse et Grand Croix de l'ordre royal de Carlos III et de la pontificale de San Gregorio Magno.
Il se marie à Zarautz (Guipuscoa) dans le Pays basque sud, en 1862 avec María del Carmen Aragón-Azlor e Idiáquez, duchesse de Villahermosa et de Luna, dame des reines  Isabelle II, Maria de la Mercedes et Maria Cristina. 
Avec ses frères il apporte les fonds nécessaires pour la restauration du château de Javier (Navarre), propriété de sa femme et l'édification de la basilique adossée à celui-ci.
Les comtes de Guaqui furent des mécènes pour la culture et les arts très connus au travers de la fondation Villahermosa-Guaqui ainsi que des protecteurs les plus connus du grand écrivain José Zorrilla.
José Manuel meurt dans son palais de Villahermosa (Madrid) en 1893 et a été d'abord enterré dans le caveau familial de Pedrola (Saragosse) avant d'être déplacé dans la crypte du château de Javier en Navarre.